# Pro-Administration Party
Pro-Administration Party ist ein von Historikern verwendeter Begriff zur Beschreibung von Unterstützern der Politik des ersten amerikanischen Präsidenten George Washington und insbesondere seines Finanzministers Alexander Hamilton. Ihnen gegenüber standen die Anhänger der Anti-Administration Party, die wie die Pro-Administration Party keine organisierte Partei im modernen Sinne, sondern eher eine lose politische Interessengruppe darstellten. Aus den Unterstützern des Präsidenten ging 1791 die Föderalistische Partei, aus ihren Gegnern die Demokratisch-Republikanische Partei hervor.